# Brownea puberula
Brownea puberula är en ärtväxtart som beskrevs av Elbert Luther Little. Brownea puberula ingår i släktet Brownea och familjen ärtväxter. Inga underarter finns listade i Catalogue of Life.